# جان إيف آدم
جان إيف آدم (بالفرنسية: Jean-Yves Adam)‏ هو سائق سباق فرنسي، ولد في 12 أبريل 1952.